# 홍콩 영화 금상장

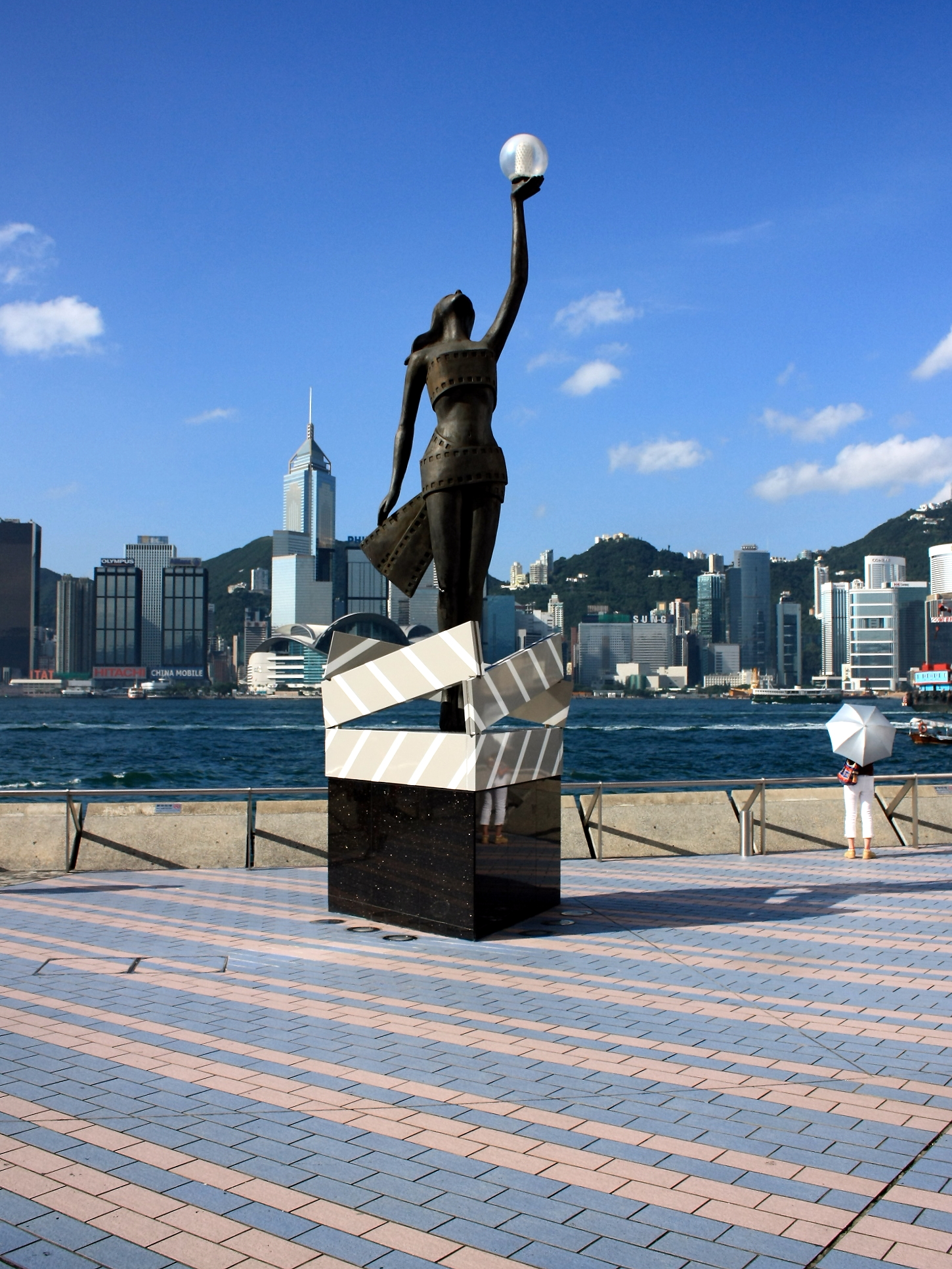

홍콩 영화 금상장(香港電影金像獎, Hong Kong Film Awards)는 홍콩에서 열리는 연례 영화상 시상식이다. '홍콩의 아카데미상'으로 부르며 홍콩영화의 '누벨바그' 시기였던 1982년 첫 시상식이 열렸다.
이 금상장은 1993년 12월 홍콩영화금상장협회사에 통합되어 지금에 이르고 있다.

## 역대 주요 수상 리스트
다음은 1회부터 41회(2023년)까지의 최우수작품상, 감독상, 남우주연상, 여우주연상 수상작 리스트이다.
| 회차   | 연도 | 작품상             | 감독상                                          | 남우주연상                          | 여우주연상                            |
| ------ | ---- | ------------------ | ----------------------------------------------- | ----------------------------------- | ------------------------------------- |
| 제41회 | 2023 |                    |                                                 |                                     |                                       |
| 제40회 | 2022 | 《레이징 파이어》  | 진목승 《레이징 파이어》                        | 사현 《타임》                       | 류아슬 《림보》                       |
| 제39회 | 2020 | 《소년시절의 너》  | 정궈샹 《소년시절의 너》                        | 타이바오 《아저씨×아저씨》          | 저우둥위 《소년시절의 너》            |
| 제38회 | 2019 | 《무쌍》           | 장문강 (無雙)                                   | 황추생 淪落人                       | 증미혜자 三夫                         |
| 제37회 | 2018 | 明月幾時有         | 허안화 (明月幾時有）                            | 고천락 殺破狼．貪狼                 | 모순균 黃金花                         |
| 제36회 | 2017 | 樹大招風           | 許學文 歐文傑 黃偉傑（樹大招風）                | 임가동 樹大招風                     | 혜영홍 幸運是我                       |
| 제35회 | 2016 | 十年               | 서극(쉬커, 3회) （智取威虎山）                  | 궈푸청(곽부성) （踏血尋梅）         | 春夏 （踏血尋梅）                     |
| 제34회 | 2015 | 황금시대           | 허안화(쉬안화, 5회) (황금시대)                  | 류칭윈(유청운, 2회) 《竊聽風雲3》   | 자오웨이 （親愛的）                   |
| 제33회 | 2014 | 일대종사           | 왕자웨이(왕가위, 3회) 《일대종사》              | 장자후이(장가휘, 2회) 《激戰》      | 장쯔이(장자이, 2회) 《일대종사》      |
| 제32회 | 2013 | 콜드 워            | 렁록만, 써니 럭 《콜드 워》                     | 양가휘(4회) 《콜드 워》             | 양천화                                |
| 제31회 | 2012 | 심플라이프         | 허안화(쉬안화, 4회) 《심플 라이프》             | 류더화(유덕화) 《심플 라이프》      | 엽덕한 《심플 라이프》                |
| 제30회 | 2011 | 타뢰대             | 서극(쉬커, 2회) (적인걸: 측천무후의 비밀)       | 셰팅펑(사정봉) 《전인》             | 류자링 《적인걸: 측천무후의 비밀》    |
| 제29회 | 2010 | 8인: 최후의 결사단 | 천더슨(진덕삼) (8인: 최후의 결사단)             | 런다화(임달화) 《세월신투》         | 후이잉훙(혜영홍) 《심마》             |
| 제28회 | 2009 | 엽문               | 허안화(쉬안화, 3회) 《천수위의 낮과 밤》        | 장자후이(장가휘) 《비스트 스토커》  | 니나포(포기정) 《천수위의 낮과 밤》   |
| 제27회 | 2008 | 명장               | 천커신(진가신) (명장)                           | 리롄제(이연걸) 《명장》             | 사금고와 《이모의 포스트모던 라이프》 |
| 제26회 | 2007 | 아버지와 아들      | 패트릭탐(담가명) 아버지와 아들                  | 류칭윈(유청운) 《아요성명》         | 궁리(공리) 《황후화》                 |
| 제25회 | 2006 | 흑사회             | 두치펑(두기봉) (흑사회)                         | 량자후이(양가휘) 《흑사회》         | 저우쉰 《퍼햅스 러브》                |
| 제24회 | 2005 | 쿵푸 허슬          | 얼퉁성(이동승) (몽콕흑야)                       | 량차오웨이(양조위) 《2046》         | 장쯔이(장자이) 《2046》               |
| 제23회 | 2004 | 절대초인           | 두치펑(두기봉) (P.T.U.)                         | 류더화(유덕화) 《절대초인》         | 장바이즈(장백지) 《망불료》           |
| 제22회 | 2003 | 무간도             | 리우웨이창(유위강), 마이자우후위맥조휘 (무간도) | 량차오웨이(양조위) 《무간도》       | 이신제(이심결) 《디 아이》            |
| 제21회 | 2002 | 소림축구           | 저우싱츠(주성치) (소림축구)                     | 저우싱츠(주성치) 《소림축구》       | 실비아 창(장애가) 《지구천장》        |
| 제20회 | 2001 | 와호장룡           | 리안(이안) (와호장룡)                           | 량차오웨이(양조위) 《화양연화》     | 장만옥(5회) 《화양연화》              |
| 제19회 | 2000 | 천언만어           | 두치펑(두기봉) (미션)                           | 류더화(유덕화) 《암전》             | 뤄란(나란) 《폭렬형경》               |
| 제18회 | 1999 | 야수형경           | 천쟈샹(진가상), 린차오셴(임초현) (야수형경)     | 황치우셩(황추생) 《야수형경》       | 우쥔루(오군여) 《고혹자홍흥13매》     |
| 제17회 | 1998 | 메이드 인 홍콩     | 진과 (메이드 인 홍콩)                           | 량차오웨이(양조위) 《해피 투게더 》 | 장만옥(4회) 《송가황조》              |
| 제16회 | 1997 | 첨밀밀             | 천커신(진가신) (첨밀밀)                         | 정칙사 《삼개수상적 경찰》          | 장만옥(3회) 《첨밀밀》                |
| 제15회 | 1996 | 여인사십           | 허안화(쉬안화, 2회) (여인사십)                  | 교굉 《여인사십》                   | 샤오팡팡 《여인사십》                 |
| 제14회 | 1995 | 중경삼림           | 왕자웨이(왕가위) (중경삼림)                     | 량차오웨이(양조위) 《중경삼림》     | 원영의 《금지옥엽》                   |
| 제13회 | 1994 | 신불료정           | 얼퉁성 (신불료정)                               | 황추생 《팔선반점 인육만두》        | 원영의 《신불료정》                   |
| 제12회 | 1993 | 롱민               | 장지량 (롱민)                                   | 양가휘 《92 흑장미 대 흑장미》      | 장만옥(2회) 《완령옥》                |
| 제11회 | 1992 | 파호               | 서극 (황비홍)                                   | 정즈웨이(증지위) 《쌍성고사》       | 엽동 《혼인물어》                     |
| 제10회 | 1991 | 아비정전           | 왕자웨이(왕가위) (아비정전)                     | 장국영 《아비정전》                 | 정유령 《표저,니하오》                |
| 제9회  | 1990 | 비월황혼           | 오우삼 (첩혈쌍웅)                               | 주윤발 《우견아랑》                 | 장만옥 《스타킹을 벗지 않는 여인》    |
| 제8회  | 1989 | 인지구             | 관금붕 (인지구)                                 | 홍금보 《칠소복》                   | 매염방 《인지구》                     |
| 제7회  | 1988 | 가을날의 동화      | 임영동 (용호풍운)                               | 주윤발 《용호풍운》                 | 샤오팡팡 《不是冤家不聚頭》           |
| 제6회  | 1987 | 영웅본색           | 방육평 (미국심)                                 | 주윤발 《영웅본색》                 | 실비아 창 《최애》                    |
| 제5회  | 1986 | 폴리스 스토리      | 장완정 (불법이민)                               | 정측사 《하필유아》                 | 왕소봉 《착점원앙》                   |
| 제4회  | 1985 | 사수유년           | 엄호 (사수유년)                                 | 이수현 《공복》                     | 사금고와 《사수유년》                 |
| 제3회  | 1984 | 반변인             | 방육평 (반변인)                                 | 양가휘 《수렴청정》                 | 엽동 《표착7일정》                    |
| 제2회  | 1983 | 투분노해           | 허안화(쉬안화) (투분노해)                       | 맥가《최가박당》 홍금보《제방소수》 | 임벽기 《靚妹仔》                     |
| 제1회  | 1982 | 부자정             | 방육평 (부자정)                                 | 허관문 《마등보표》                 | 후이잉훙 《장배》                     |

## 같이 보기
- 홍콩 국제 영화제